# Simulium palmeri
Simulium palmeri är en tvåvingeart som beskrevs av Pomeroy 1922. Simulium palmeri ingår i släktet Simulium och familjen knott. Inga underarter finns listade i Catalogue of Life.